# Petter Ravn
Petter Ravn (4 ottobre 1908 – 17 settembre 1985) è stato un calciatore norvegese, di ruolo centrocampista.

## Carriera

### Club
Ravn giocò con la maglia dello Stavanger.

### Nazionale
Conta una presenza per la Norvegia. Il 6 settembre 1931, infatti, fu schierato in campo nella sfida pareggiata per 4-4 contro la Finlandia.